# Ventotene (gemeente)
Ventotene is een gemeente van de Italiaanse provincie Latina (regio Lazio). De gemeente telt 688 inwoners (31-12-2004). De oppervlakte bedraagt 1,5 km², de bevolkingsdichtheid is 411 inwoners per km².

## Demografie
Ventotene telt ongeveer 330 huishoudens. Het aantal inwoners daalde in de periode 1991-2001 met 5,7% volgens cijfers uit de tienjaarlijkse volkstellingen van ISTAT.
| Jaar | Inwoneraantal |
| ---- | ------------- |
| 1991 | 671           |
| 2001 | 633           |

## Geografie
De gemeente is vernoemd naar het eiland Ventotene, een van de Pontijnse Eilanden in de Tyrreense Zee, die samen met het eiland Santo Stefano het gemeentegebied van de gemeente Ventotene beslaat. De gemeente ligt op gemiddeld achttien meter boven zeeniveau.

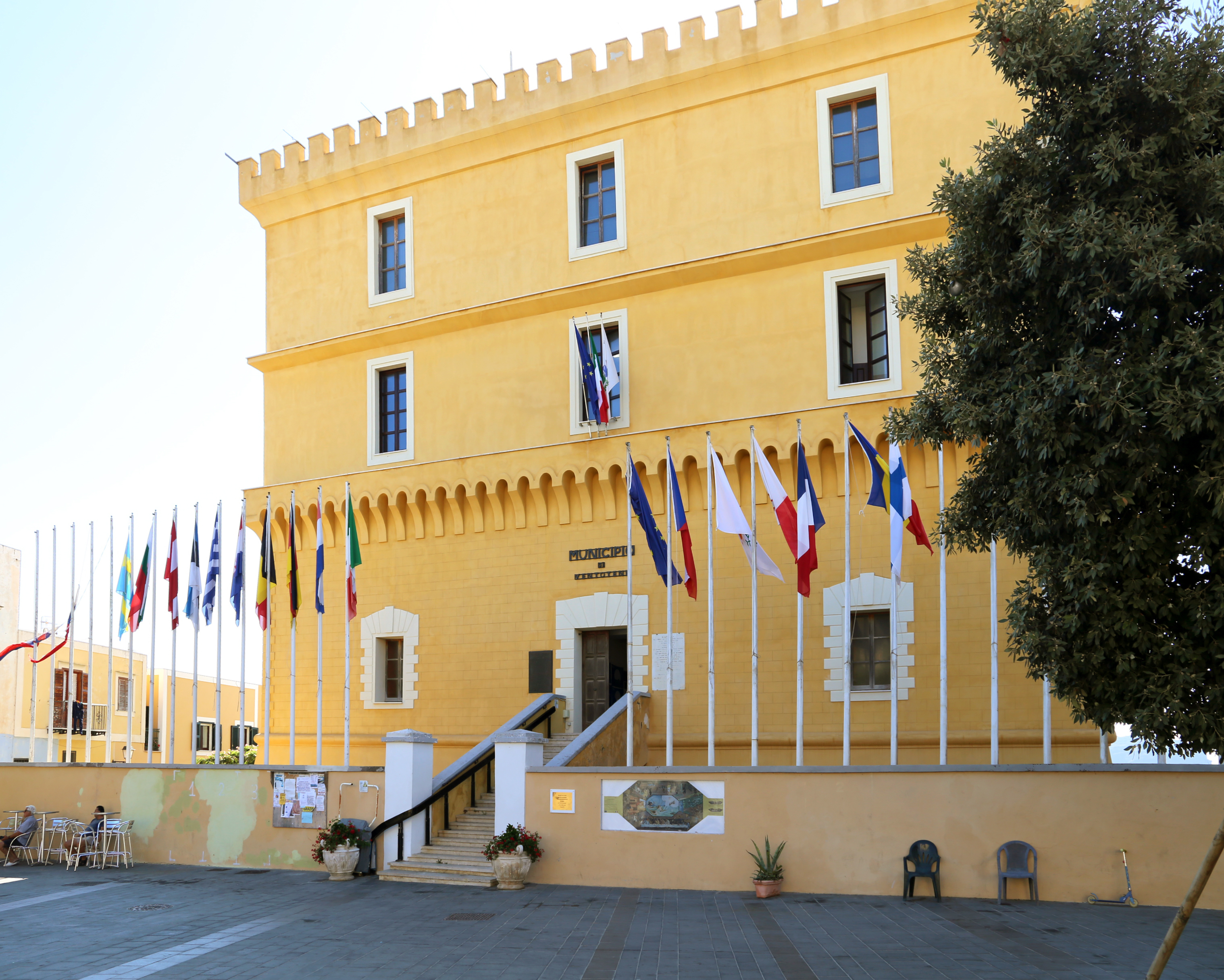
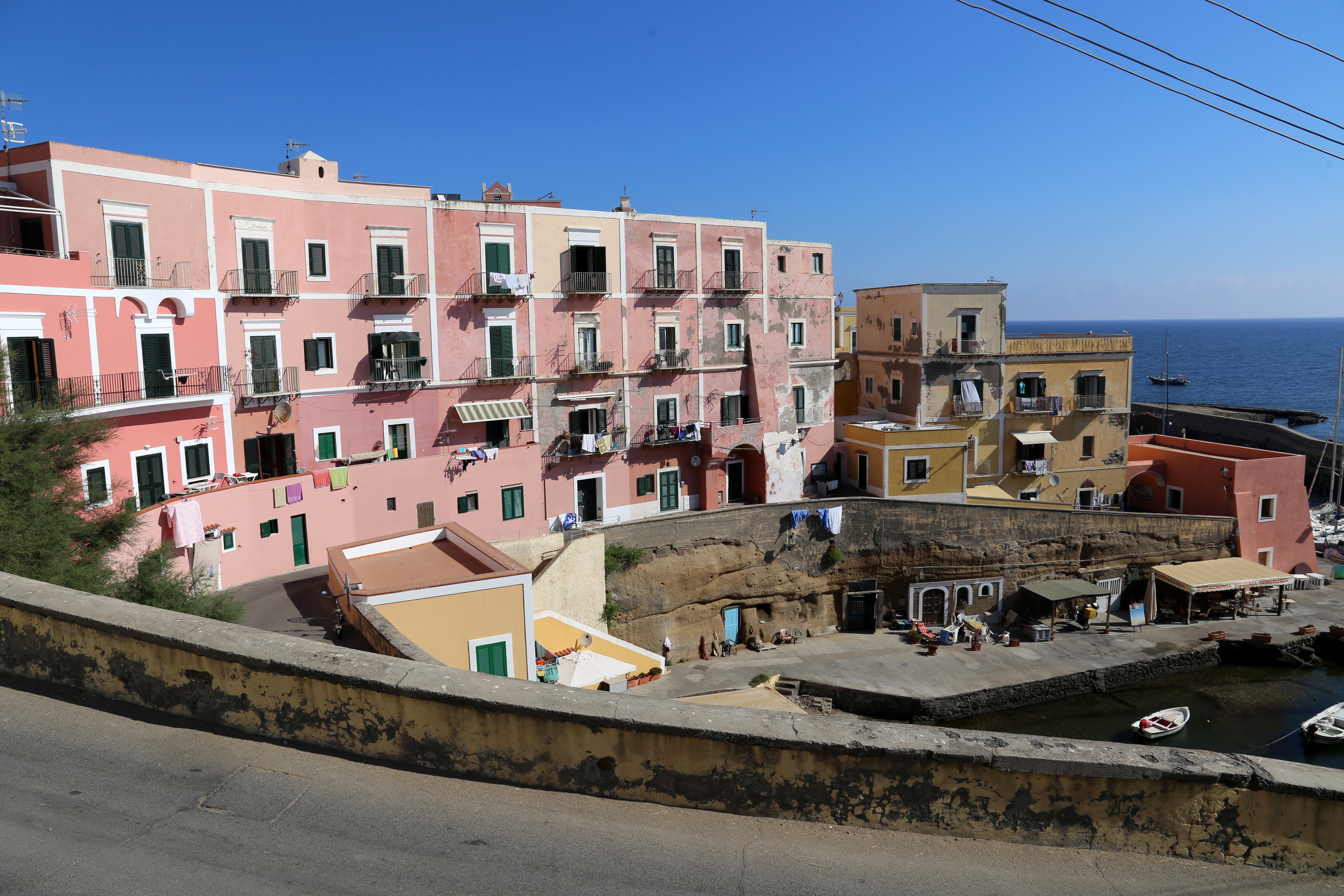
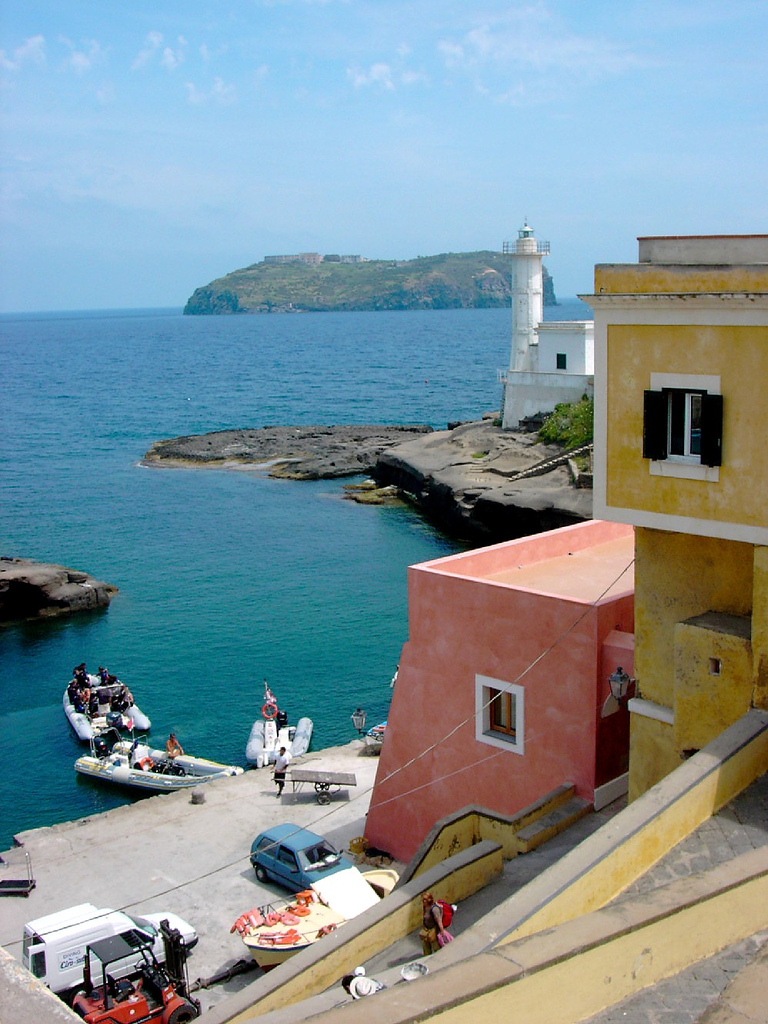
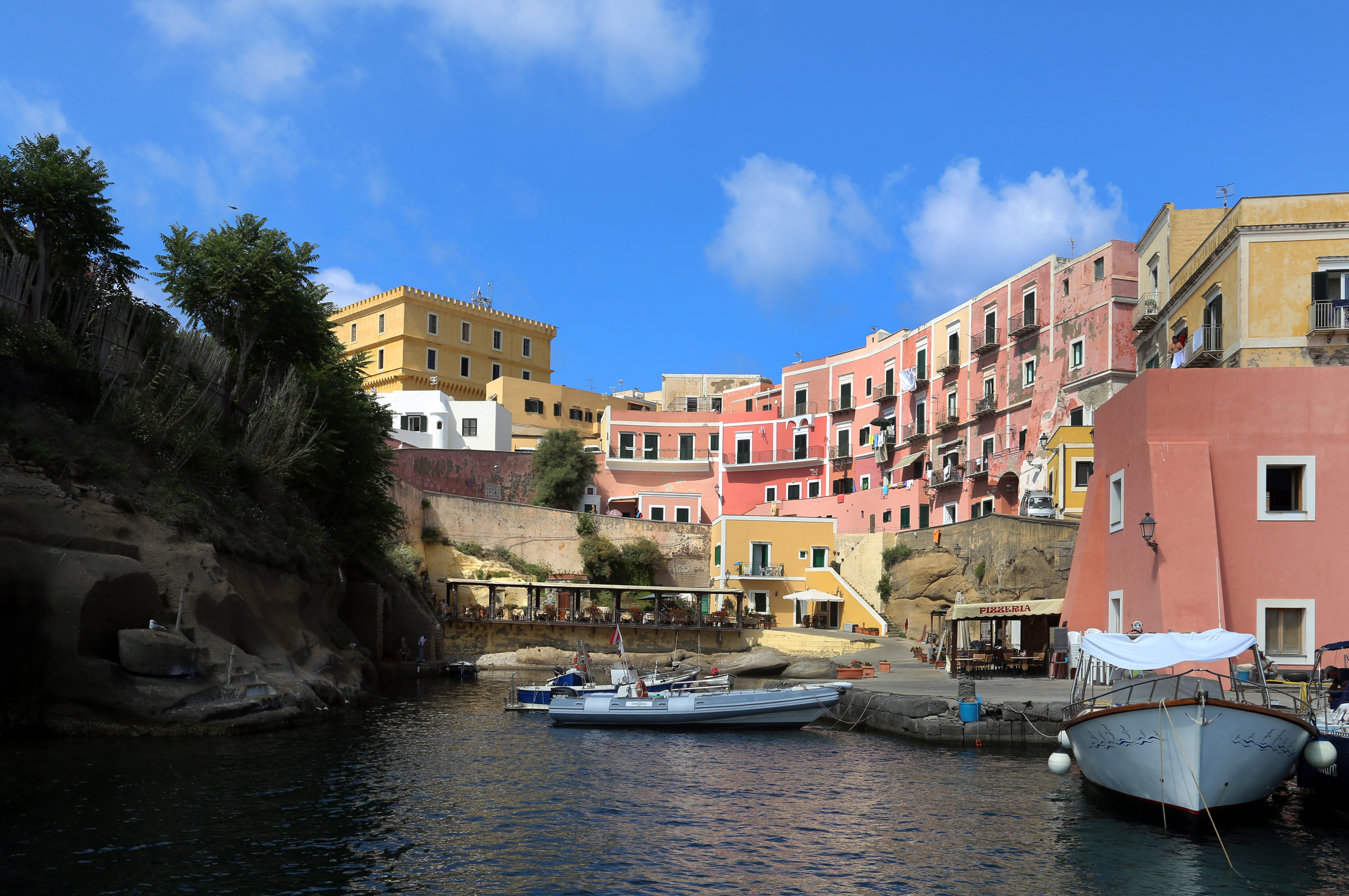
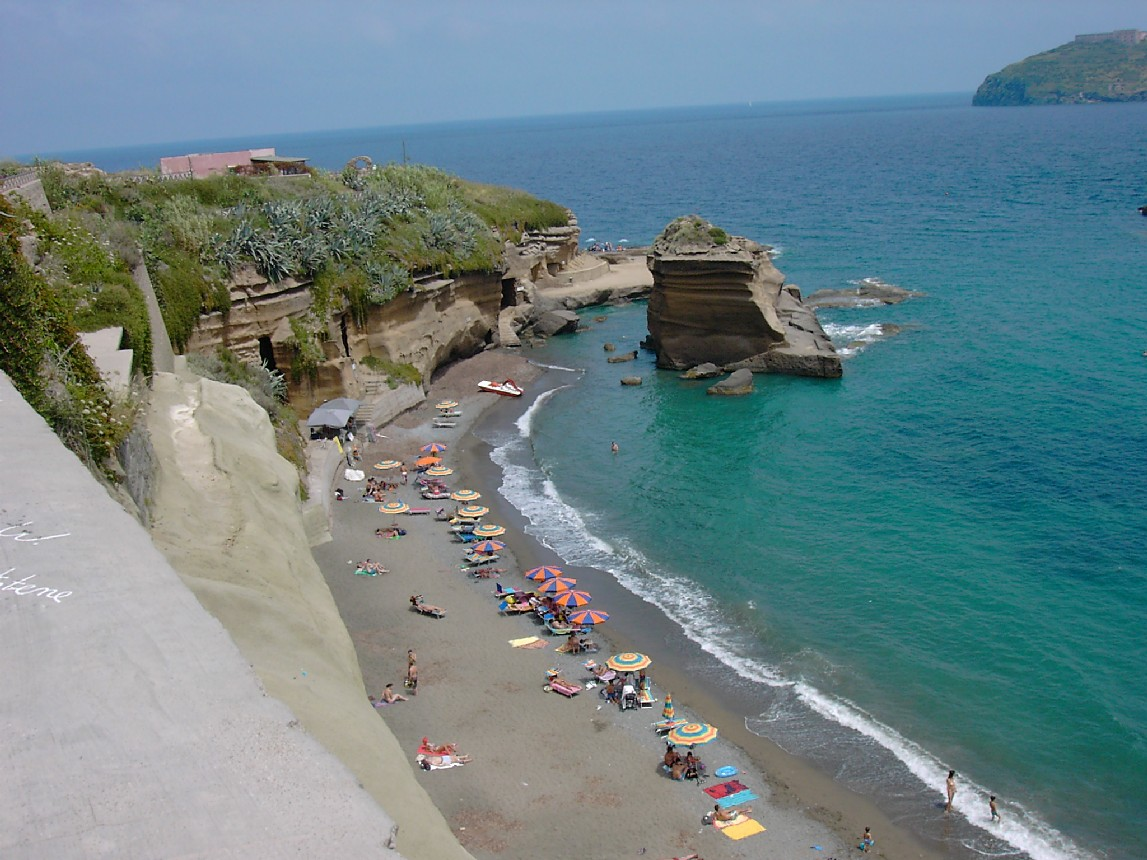
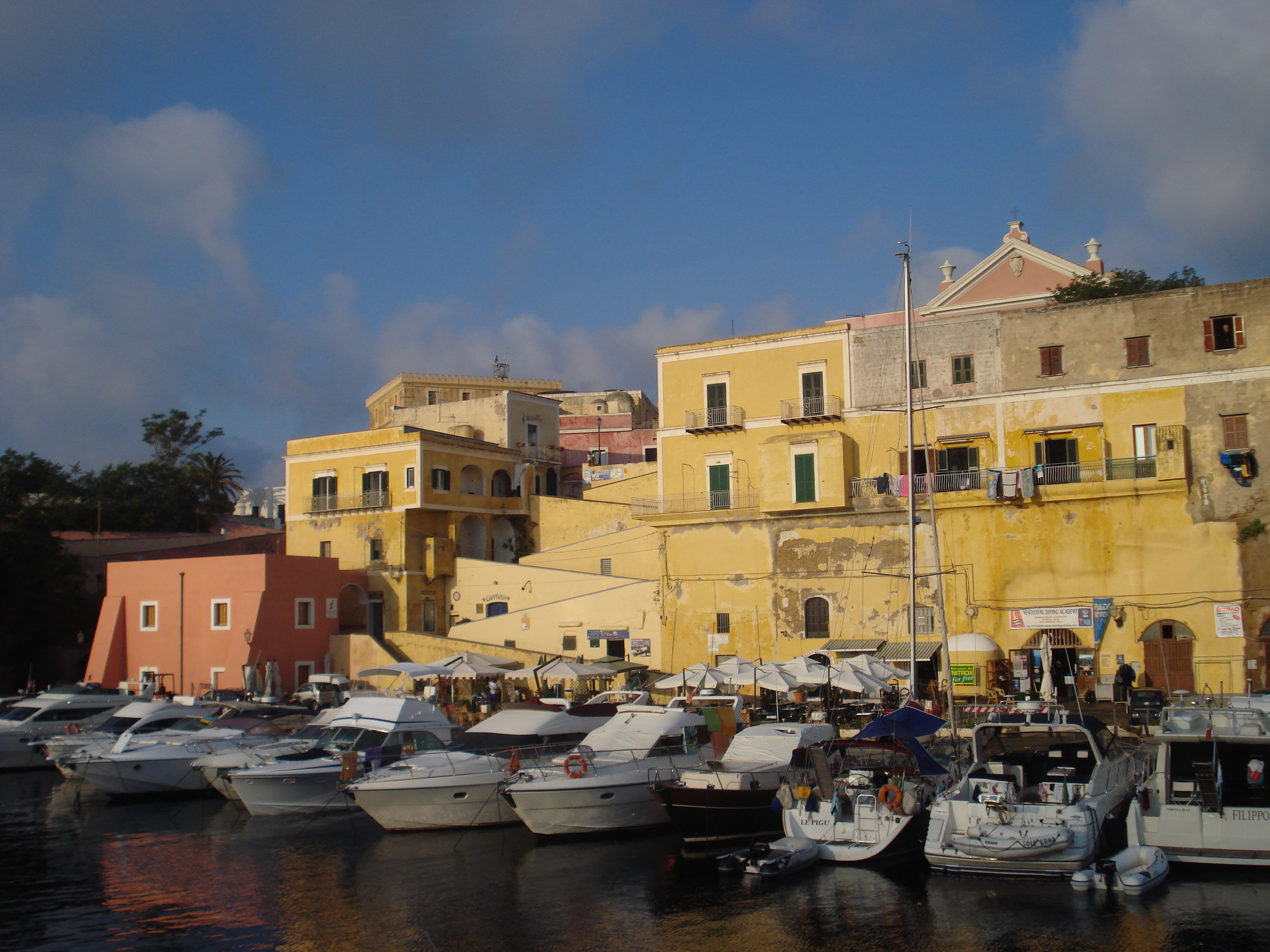